# Todas las azafatas van al cielo
Todas las azafatas van al cielo es una película argentina que se estrenó el 21 de marzo de 2002, escrita y dirigida por Daniel Burman.

## Argumento
Teresa (Ingrid Rubio) encarna a una azafata de una compañía aérea que se sirve de su trabajo para evitar compromisos sentimentales. Hasta que un día conoce a un joven médico viudo (Alfredo Casero), que viaja en el mismo avión portando las cenizas de su difunta mujer.

## Reparto
- Alfredo Casero - Julián
- Ingrid Rubio - Teresa
- Norma Aleandro - Madre de Teresa
- Valentina Bassi - Lili
- Nazareno Casero - Botones
- Mosquito Sancinetto - Farmacéutico
- Emilio Disi - Álvarez
- Daniel Hendler - Taxista
- Sandra Sandrini - Azafata amiga
- Rodolfo Samsó - Piloto
- Kayne Di Pilato - Hija del señalero
- Verónica Llinás - Enfermera
- Catalina Rautenberg - Modelo
- Dolores Trull - Modelo